# خوليو سالازار
خوليو سالازار (بالإسبانية: Julio Salazar Monroe)‏ هو عسكري بيروفي، ولد في 11 فبراير 1935 في ليما في بيرو.